# Yasuo Fukuda
Yasuo Fukuda (福田 康夫 Fukuda Yasuo?), född 16 juli 1936, är en japansk politiker som mellan den 25 september 2007 och september 2008 var Japans premiärminister och Liberaldemokratiska partiets (LDP) partiledare. Fukuda var Japans 91:a premiärminister.
Fukuda var innan dess den längst verksamma chefskabinettssekreteraren i Japans historia. Han innehade posten i 3 och ett halvt år (1289 dagar) under premiärministrarna Yoshiro Mori och Junichiro Koizumi.

## Uppväxt
Fukuda föddes som äldste son till politikern och senare premiärministern Takeo Fukuda. Han tog examen vid Wasedauniversitetet 1959.

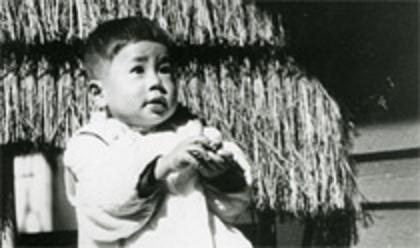
Yasuo Fukuda som barn.

Efter universitetet arbetade han vid Maruzen Petroleum (som numera ingår i Cosmo Oil Company) i sjutton år, varav två år, från 1962 till 1964, i USA. 
När hans far Takeo Fukuda var premiärminister från 1976 till 1978 blev Yasuo politisk sekreterare. Från 1978 till 1989 var han direktör för Kinzai-institutet.

## Politisk karriär

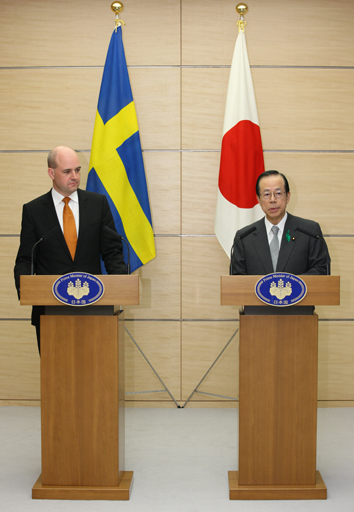
Fukuda och Sveriges statsminister Fredrik Reinfeldt.

Fukuda kandiderade till underhuset 1990 och blev invald. Han utsågs till vice direktör för Liberaldemokratiska partiet 1997 och blev Yoshiro Moris chefskabinettssekreterare i oktober 2000. Han avgick från denna post den 7 maj 2004 i samband med en stor politisk skandal rörande Japans pensionssystem. Han är fortfarande ledamot av underhuset. 
Fukuda ansågs som en möjlig kandidat till partiledarposten i LDP 2006, men bestämde den 27 juli att inte söka nomineringen. Istället efterträdde Shinzo Abe Junichiro Koizumi som ledare för LDP och Japans premiärminister. 
En av Fukudas mest kända politiska målsättningar är att avsluta ministrars besök vid helgedomen Yasukuni. I juni 2006 föreslog Fukuda och 134 andra parlamentsledamöter ett sekulärt alternativ till helgedomen.
Efter att Abe avgått i september 2007 tillkännagav Fukuda att han tänkte kandidera i LDP:s partiledarval. Eftersom LDP har majoritet i underhuset blir partiets ledare automatiskt premiärminister. Fukuda mottog mycket stöd för sin kandidatur, däribland från LDP:s största gruppering, som leds av utrikesministern Nobutaka Machimura, och som Fukuda tillhör. Finansminister Fukushiro Nukaga, som först hade tänkt kandidera, gav också sitt stöd till Fukuda. Taro Aso ansågs som Fukudas främste konkurrent om partiledarposten.
I valet den 23 september besegrade Fukuda Aso med 330 röster mot 197. Fukuda valdes formellt till Japans 91:a premiärminister den 25 september. Han fick 338 röster, nästan 100 mer än nödvändigt för en majoritet, i underuset, medan däremot överhuset, som leds av oppositionspartiet Japans demokratiska parti, valde Ichiro Ozawa med 133 röster mot 106 för Fukuda. Oenigheten mellan kamrarna löstes genom att underhusets val gavs företräde, enligt Artikel 67 i konstitutionen.
Fukuda och hans regering svors in formellt av kejsar Akihito den 26 september 2007.
Yasuo Fukuda avgick plötsligt den 24 september 2008. Taro Aso valdes till hans efterträdare.